# Rudolf Havelka
Rudolf Havelka (ur. 1 maja 1927 w Sezemicach, zm. 14 kwietnia 2007) – czechosłowacki żużlowiec.

## Życiorys
Wielokrotny uczestnik finałów indywidualnych mistrzostw Czechosłowacji oraz siedmiokrotny medalista tych rozgrywek: dwukrotnie złoty (1950, 1957), dwukrotnie srebrny (1949, 1955) oraz trzykrotnie brązowy (1954, 1956, 1963).
W latach 1956–1966 pięciokrotny uczestnik eliminacji indywidualnych mistrzostw świata, dwukrotnie awansował do finałów kontynentalnych: Wiedeń 1957 (XV miejsce) oraz Slaný 1964 (XIV miejsce).
W 1965 r. zwyciężył w "małym finale" turnieju o "Zlatą Přilbę" w Pardubicach.